# Big Casino
"Big Casino" é um single da banda americano Jimmy Eat World que está em seu quinto álbum de estúdio Chase This Light, que foi liberado em 16 de outubro de 2007. O single foi lançado em 28 de agosto de 2007.

## Faixas
UK 7" vinil/CD
1. "Big Casino" - 3:40
2. "Beautiful Is" - 2:30

UK 7" vinil
1. "Big Casino" - 3:40
2. "Open Bar Reception" - 3:54

## Recepção da crítica
Jonathan Keefe da Slant Magazine afirmou que a canção não éra tão poderosa quanto "The Middle", mas a elogiou afirmando ter "um riff de guitarra memorável e [explodindo] em um refrão massivo." Brian Hiatt da Rolling Stone criticou o uso de sintetizadores pela música, mas ainda assim a elogiou como "um hino emocionante para aproveitar o que sobrou do dia." Apesar de ter dado uma crítica negativa do álbum e criticar os erros líricos da faixa, Andrew Blackie da PopMatters disse: "um roqueiro decente com um dos melhores exemplos de um coro "emo" crescente do ano."

## Paradas
| Paradas musicais             | Melhor posição |
| ---------------------------- | -------------- |
| Billboard Canadian Hot 100   | 59             |
| Billboard Hot 100            | 122            |
| Billboard Modern Rock Tracks | 3              |
| UK Singles Chart             | 119            |